# فريدريك سيجورا
فريدريك سيجورا (بالإسبانية: Frederick Segura)‏ هو دراج فنزويلي، ولد في 16 يناير 1979.

## وصلات خارجية
- فريدريك سيجورا على موقع أرشيف الدراجات (الإنجليزية)
- فريدريك سيجورا على موقع إحصائيات الدراجات الإحترافية (الإنجليزية)
- فريدريك سيجورا على موقع نسبة الدراجات (الإنجليزية)